# Phradis brevicornis
Phradis brevicornis là một loài tò vò trong họ Ichneumonidae.